# Masacre de Yumare
La masacre de Yumare fue una operación policial en la cual agentes de la DISIP, el organismo de contrainteligencia de Venezuela, enfrentaron a pequeños grupos terroristas armados que no aceptaron la pacificación donde murieron nueve presuntos guerrilleros, y fue herido el comisario Henry López Sisco. ocurrida el jueves 8 de mayo de 1986 en el estado Yaracuy, caserío La Vaca del actual municipio Manuel Monge.

## Masacre
En el momento, los funcionarios afirmaron que las personas emboscaron a los agentes de la DISIP y fueron asesinados durante un enfrentamiento armado. No obstante, testigos declararon que las personas fueron detenidas, torturadas y ejecutadas, y que los funcionarios policiales después les colocaron ropa militar sobre la ropa civil.
El padre Matías Camuñas, quien había fundado la organización no gubernamental Justicia y Paz, dio asilo a uno de los sobrevivientes y denunció que el hecho no fue un enfrentamiento como fue difundido por el gobierno y algunos medios de comunicación, sino un caso de ejecuciones extrajudiciales.

## Investigación
En 2006 se reabrió una investigación que condujo a la acusación de 29 participantes en la masacre en septiembre de 2006, incluidos Jaime Lusinchi, entonces presidente de Venezuela, y Henry López Sisco, entonces jefe de la DISIP. López Sisco pudo evadir el arresto y huir del país. 
En mayo de 2011, el General retirado del Ejército Alexis Ramón Sánchez, tras haber confesado su participación en la masacre e identificado a los responsables, fue condenado a 13 años de prisión. La duración de su sentencia se redujo debido a su cooperación y se le permitió cumplirla en su casa debido a su edad y mala salud.

## Víctimas
- Luis Rafael Guzmán Green (40 años)
- José Rosendo Silva Medina (33 años)
- Ronald José Morao Salgado (31 años)
- Dilia Antonia Rojas (42 años)
- Simón José Romero Madrid (28 años)
- Pedro Pablo Jiménez García (40 años)
- Rafael Ramón Quevedo Infante (31 años)
- Nelson Martín Castellano Díaz (31 años)
- Alfredo Caicedo Castillo (31 años)